# NORMA JEAN (日本のバンド)
NORMA JEAN（ノーマ・ジーン）は、主に1990年代前期に活躍していた日本のガールズバンド。バンド名はマリリン・モンローの本名に因んでいる。いわゆるイカ天出身バンドの一つである。
アメリカのメタルコアバンド、ノーマ・ジーンとは別のバンドである。

## 来歴

### イカ天出場時代
1989年8月5日に『三宅裕司のいかすバンド天国』に出場し、「NO PAINS NO GAINS」を演奏した。その結果、当時イカ天キングだった宮尾すすむと日本の社長（楽曲は「夏はあきらめた」）に審査員投票にて4対3で勝利し、11代目イカ天キングとなる。この週のみ、ベースはTOKIE(当時は本名の小山時江)が担当していたが、翌週を待たずに脱退する。この週には、プリンセス プリンセスからファクシミリが届いている。
2週目に急きょ山田ROGERがベーシストで加入。NORMA JEANとはそれまでのライブでセッションをしたことがある関係であり、当時山田は海外にいたが国際電話で依頼されて承諾した。落ち着いた曲ながら小刻みなリズムが特徴の「YOU CAN CRY FOR ME」で、「Let's Go³」を演奏したGROUND NUTSを、3週目には本人曰く「大人しめの」バラード「Just Take My Hand」で、「シェイキング・スター」を演奏したスラッシュメタルバンド鬼松 & BEES KNEES、4週目にはアクションドラマのテーマ曲を思わせる「Matter Of The Time」で「BODY SONIC SYNDROME」を演奏したBEに勝利した。大勝したGROUND NUTSとの対決を除いて、票決は全て4対3であり、接戦となることが多かった。また、ボーカルが風邪をひき、声に変調をきたすなど、数度にわたるアクシデントにも見舞われた。スタジオでは終始フレンドリーなトークが展開されたが、ボーカルが風邪をひいた週には三宅に釘を刺される一幕もあった。
4週連続で勝利し、2代目グランドイカ天キング獲得に王手をかけたが、9月2日の対決にて登場した挑戦者のBEGINに、審査員投票にて6対1の大差で敗北し、グランドイカ天キングは獲得できなかった。演奏直前には、賞金の使い道や賞品の楽器の話などの明るいトークを展開し、ライブさながらに曲名をコールし、これまでのナンバーとは毛色の異なる明るくダンサブルな「腰神さま」で対抗したが、BEGINの「恋しくて」はその上を行っており、演奏前のパフォーマンスも軽快なサウンドも余韻を打ち消すには至らなかった。イカ天キングの4週目での敗北は、NORMA JEANが最初に勝利した宮尾すすむと日本の社長など数例があったが、グランドイカ天キング獲得のかかった5週目での敗北は初めてであった。
その後、1990年1月1日の『輝く!日本イカ天大賞』に出場した。なお、イカ天本編出場時とこの時の間にメンバー変更があり、ギターが粟野ERI、ドラマーが沼倉ユウキに交替している。初代ギタリストの水谷基子はNOKKOとSHORT HAIRSを結成し、1曲をリリースしている。

### メジャー・デビュー後
1990年4月25日にBMGビクター（現：BMG JAPAN）からシングル『GET A CHANCE!!』でメジャー・デビュー。オリコンのチャートで最高9位を記録し、『夜のヒットスタジオSUPER』などにも出演する活躍ぶりを見せた。その後、バンドとしての活動はメンバーの結婚などもあり、1994年頃に休止している。
2006年7月22日、東京のライブハウスのFOURVALLEY移転に伴うイベント出演のため、一日限定で再結成。メンバーはダイナマイトMARI、くり坊、沼倉ユウキ。ギターとベースはサポートとなった（山田ROGERは都合により不参加、粟野ERIは不詳）。
2023年の時点でもメンバーは全員現役でミュージシャンとして活動しており、MARIは取材に対し「再結成、可能性は0％ではないけど…」といったコメントをしている。
2025年4月29日開催の NAONのYAON 2025に再結成して出演した。

## メンバー
メジャーデビュー時のメンバー
ダイナマイトMARI（ボーカル、9月23日 - ）
もとは女子プロレスラー志望で、この名前は大好きだったダイナマイト・キッドから独自で付けたリングネームとのこと。その後『ナーバスヴィーナス』というバンドのメンバーを経て、LUCY（ルーシー）と改名（由来は海外ドラマ『ルーシー・ショー』から）、LUC-Y meets misanthrope elevatorというバンドで活動。
くり坊（キーボード）
イカ天初登場時は本名の栗原由佳で出演。
山田ROGER（ベース、1970年10月26日 - ）
ROGERの由来は同じベーシストのロジャー・グローヴァーから。後に本名の山田直子として、「SPEAK」で活動。その他、長井ちえ（元・千年コメッツ）・角田美喜（SHOW-YA）との女性3ピースバンド「e-ha?（エハ）」など、多数のバンドに参加。またベース講師も勤め、教則ビデオもリリース。
粟野ERI（ギター）
沼倉ユウキ（ドラム）

## ディスコグラフィー
- 順位はオリコンのランキングによる最高位

### 映像作品
|     | 発売日        | タイトル                           | 規格品番 | 備考 |
| --- | ------------- | ---------------------------------- | -------- | ---- |
| 1st | 1991年3月21日 | パンチョDEノーマ=ほんの気持ちです= | BVVR-10  |      |

### 参加作品
| 発売日        | タイトル            | 規格品番 | 曲順 | 楽曲              |
| ------------- | ------------------- | -------- | ---- | ----------------- |
| 1998年6月21日 | いか天 ザ・50 Vol.3 | APCA-225 | M.1  | No Pains No Gains |

## タイアップ一覧
| 使用年 | 曲名           | タイアップ                                              |
| ------ | -------------- | ------------------------------------------------------- |
| 1990年 | GET A CHANCE!! | カネボウ食品「Call」CMソング                            |
| 1990年 | TOMORROW       | テレビ朝日系『ワールドトップ4バレー』オープニングテーマ |
| 1990年 | くもりのち晴れ | テレビ朝日系『ワールドトップ4バレー』エンディングテーマ |
| 1991年 | TOP SECRET     | フジテレビ系『ビデオの女王様』エンディングテーマ        |